# République de Pskov
1348-–1510
Entités précédentes :
- République de Novgorod

Entités suivantes :
- Grande-principauté de Moscou

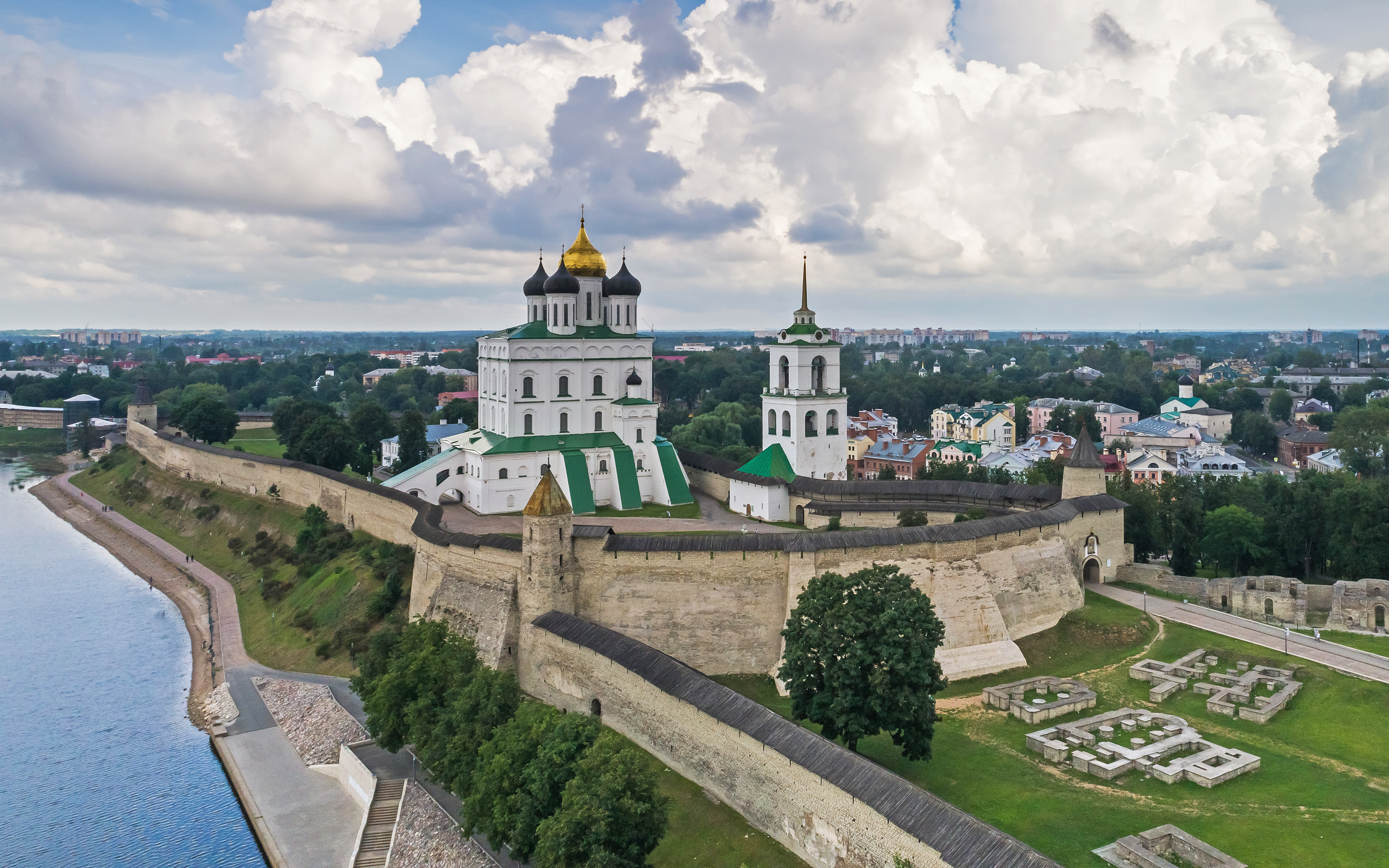
Dans le kremlin médiéval de Pskov.

La république féodale de Pskov était un État médiéval russe entre la seconde moitié du XIIIe et le début du XVIe siècle. C'était une république marchande qui appartenait à la ligue de la mer Baltique.

## Origines
Après la désintégration des Rus' de Kiev au XIIe siècle, la cité de Pskov et ses territoires alentour, le long de la Velikaïa, du lac Peïpous, du lac de Pihkva, et de la Narva, deviennent une partie de la république de Novgorod. La région garde ses droits autonomes spéciaux, y compris le droit de construire indépendamment des faubourgs (Izborsk étant le plus ancien d'entre eux). De par le rôle important de Pskov dans la lutte contre l'ordre des Chevaliers Porte-Glaive, son influence s'étend de façon significative. Le long règne de Dovmont (1266-1299) et surtout sa victoire à la bataille de Rakovor (1268) marquent le commencement de la réelle indépendance de Pskov. Après avoir été forcés par le métropolite Théognoste de reconnaître un évêché distinct de l'évêché de Novgorod, les boyards de Novgorod reconnaissent l'indépendance de Pskov formellement au traité de Bolotovo (en) (1348) en abandonnant leur droit de nommer les possadniki de Pskov. La cité de Pskov n'est plus dépendante de Novgorod que pour les sujets ecclésiastiques.

## Organisation interne

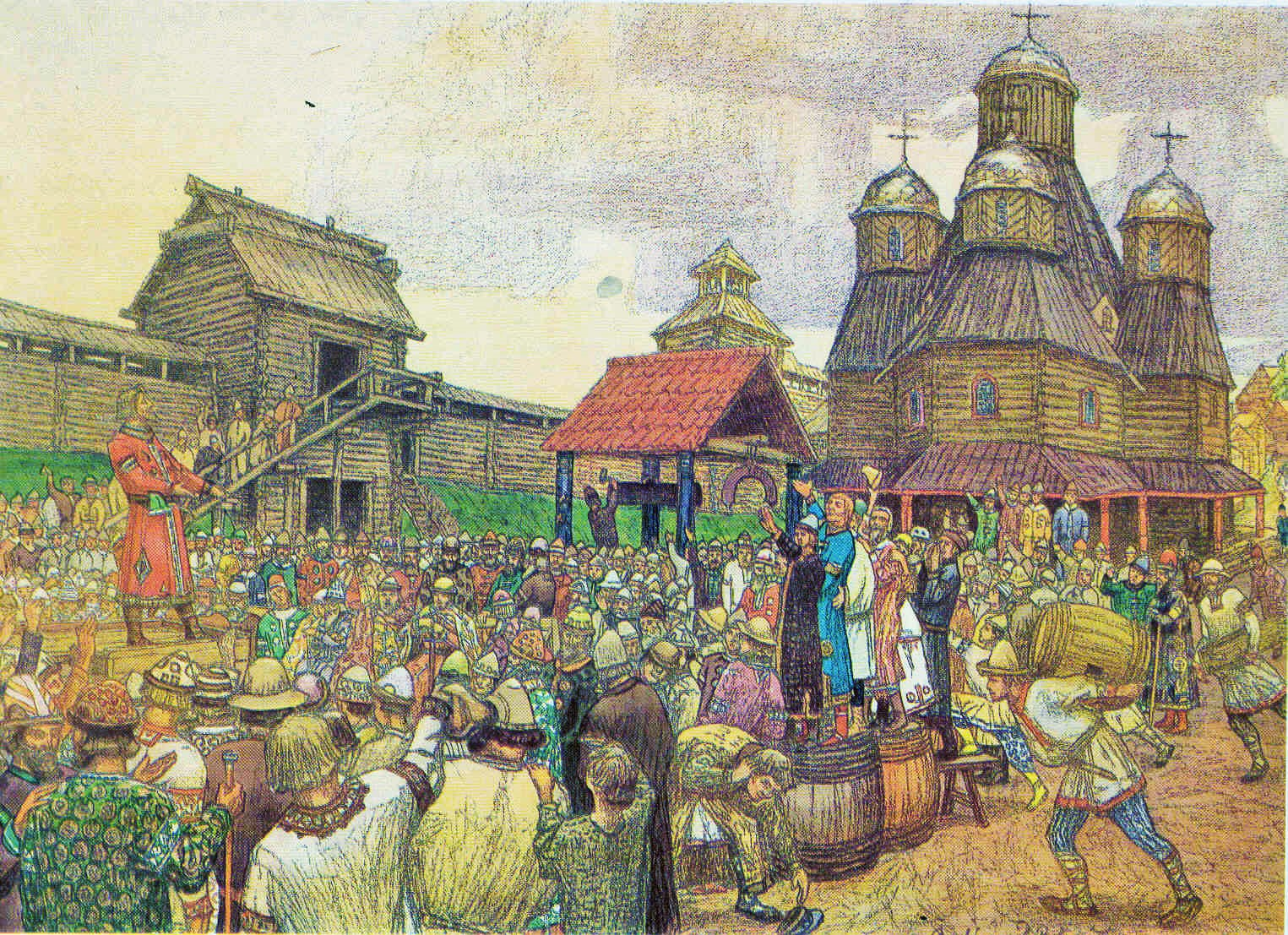
Le Vétché de Pskov, peinture de Viktor Vasnetsov.

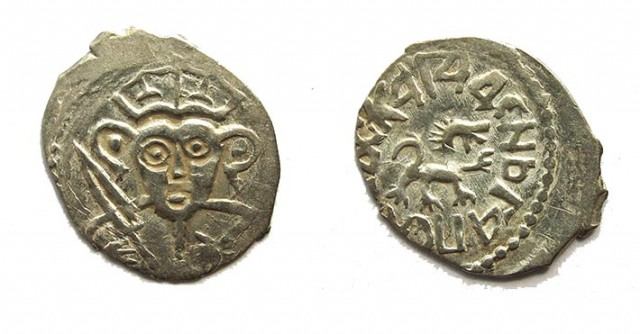
Denga de la république de Pskov. Pièce en argent frappée dans la république de Pskov de 1425 à 1510.

La république de Pskov était bien développée dans les domaines de l'agriculture, la pêche, la forge, la joaillerie, et la construction. Les échanges de marchandises à l'intérieur de la république elle-même et son commerce avec Novgorod et les autres villes russes, la région baltique, et les villes d'Europe de l'Ouest, faisaient de Pskov un des plus grands centres de commerce et d'artisanat des Rus'. Contrairement à ceux de la république de Novgorod, les propriétaires féodaux de Pskov n'ont jamais été exagérément puissants, leurs domaines étant plus petits et encore plus dispersés que ceux de Novgorod. Les domaines des monastères et des églises de Pskov aussi étaient bien plus petits. Les relations sociales qui avaient commencé à prendre forme dans la république de Pskov étaient réfléchies dans le code légal de Pskov. Les étrangetés de l'économie, les liens centenaires avec Novgorod, le statut de frontière, et les menaces militaires menèrent au développement du système de vétché dans la république de Pskov. Les vétché étaient des assemblées populaires qui élisaient des psadniks et des sotskiys (сотский : au départ, un officiel qui représente une centaine de maisonnées) et régulaient les relations entre les féodaux, les gens des posads, les izborniks (изборник : des officiels élus) et les smerds (les paysans). Le conseil des boyards avait une influence spéciale sur les décisions du vétché, qui se rassemblait à la cathédrale de la Trinité. Cette dernière hébergeait également les archives du vétché et les documents d'État. Les postes d'électeurs étaient le privilège de certaines familles nobles. Cependant, pendant les périodes les plus difficiles de l'histoire de Pskov, les gens des posads appelés « molodshiye » (молодшие посадские люди, ou officiels de bas rang des posads) jouaient un rôle important voire capital dans le vétché. La lutte entre les boyards et les paysans, et entre les gens des posads de haut et de bas rang, fut reflétée dans l'hérésie des Strigolniki au XIVe siècle et d'intenses débats au véché dans les années 1470-1490, des débats qui finissaient souvent dans des conflits armés. 

## La fin de la République
Plusieurs éléments se conjuguèrent pour mettre fin de l'indépendance de la république de Pskov. Parmi ceux-ci, le renforcement des liens avec la Moscovie, motivés par la recherche du développement économique et la poursuite d'objectifs de politique étrangère, la participation de Pskov à la bataille de Kulikovo en 1380, et l'alliance militaire couronnée de succès contre les chevaliers Teutoniques et les seigneurs lituaniens. Certains boyards et marchands de Pskov essayèrent de s'opposer à l'annexion par la Moscovie, mais sans obtenir le soutien des citoyens.
En 1510, le grand-prince de Moscou Vassili III vint à Pskov et en fit sa votchina, son domaine héréditaire, mettant ainsi fin à la république de Pskov. Le vétché fut dissous et environ 300 familles riches furent exilées de la ville. Leurs domaines furent distribués à des Moscovites. À compter de cette date, la cité de Pskov et les terres environnantes continuèrent de se développer en tant que parties de l'État russe centralisé, en préservant certaines de ses traditions économiques et culturelles.
La chute de Pskov est narrée dans L'Histoire moscovite de la prise de Pskov (1510), qui est considéré par l'écrivain russe du début du XXe siècle Dmitri Petrovitch Mirsky comme « une des plus belles nouvelles de la vieille Russie. L'histoire de la persévérance négligente des Moscovites est narrée avec une simplicité et un art admirables. Une atmosphère de fatalité ».